# Iron Sting
El Iron Sting (en español: "Aguijón de acero" o "Picadura de hierro") es un mortero guiado de 120 mm desarrollado por Elbit Systems de Israel, actualmente utilizado por las Fuerzas de Defensa de Israel (FDI). El Iron Sting está diseñado para usarse con los morteros "Keshet" y "Hanit" en servicio con el Cuerpo de Infantería de las FDI. Cuenta con doble guía: láser y GPS, lo que permite ataques precisos, incluso en zonas urbanas, minimizando el riesgo de daños colaterales.

## Historia
El desarrollo del Iron Sting comenzó a principios de la década de 2010 y continuó después de que Elbit Systems adquiriera la industria militar. En marzo de 2021, el Iron Sting completó con éxito una serie de pruebas, lo que marcó el final de su fase de desarrollo e indicó que estaba listo para ser entregado a las FDI. Las FDI adquirieron el Iron Sting durante 2021-2022 y es operado por pelotones de reconocimiento.
El Iron Sting tuvo su primer uso operativo durante el Conflicto israelí-palestino de octubre de 2023, donde la unidad Maglan lo utilizó para destruir una posición de Hamás.

## Galería

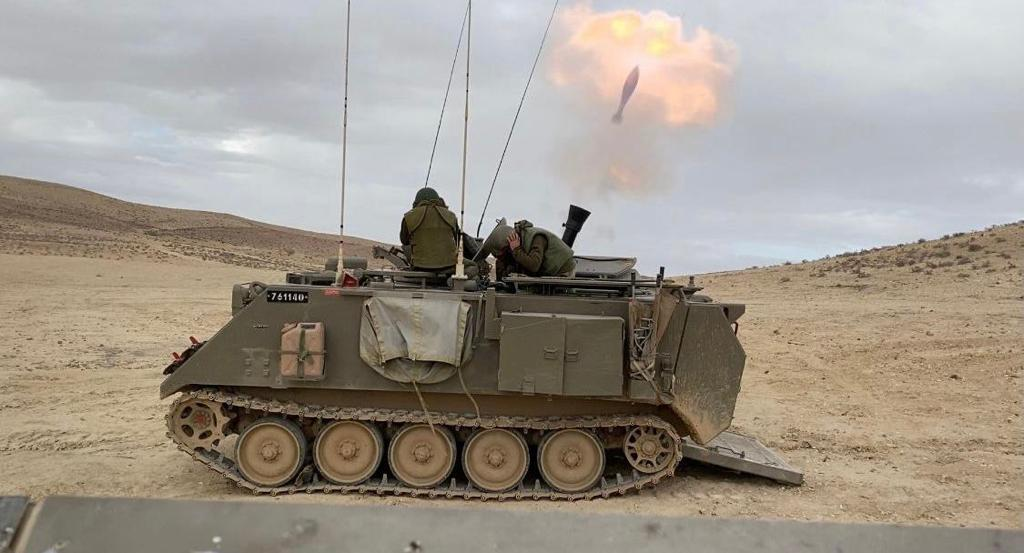
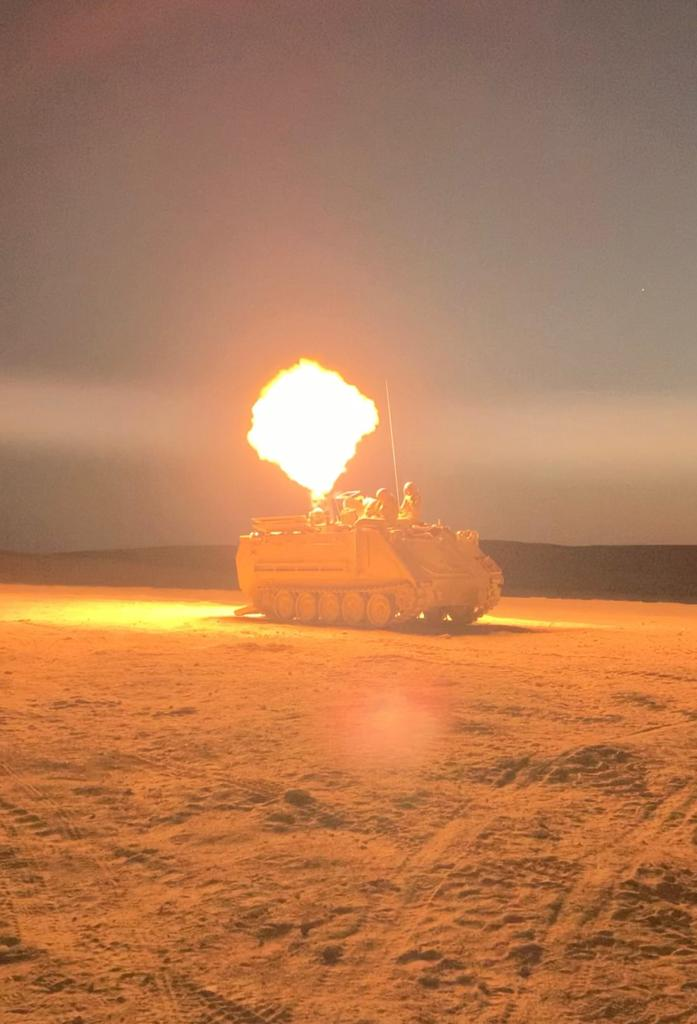
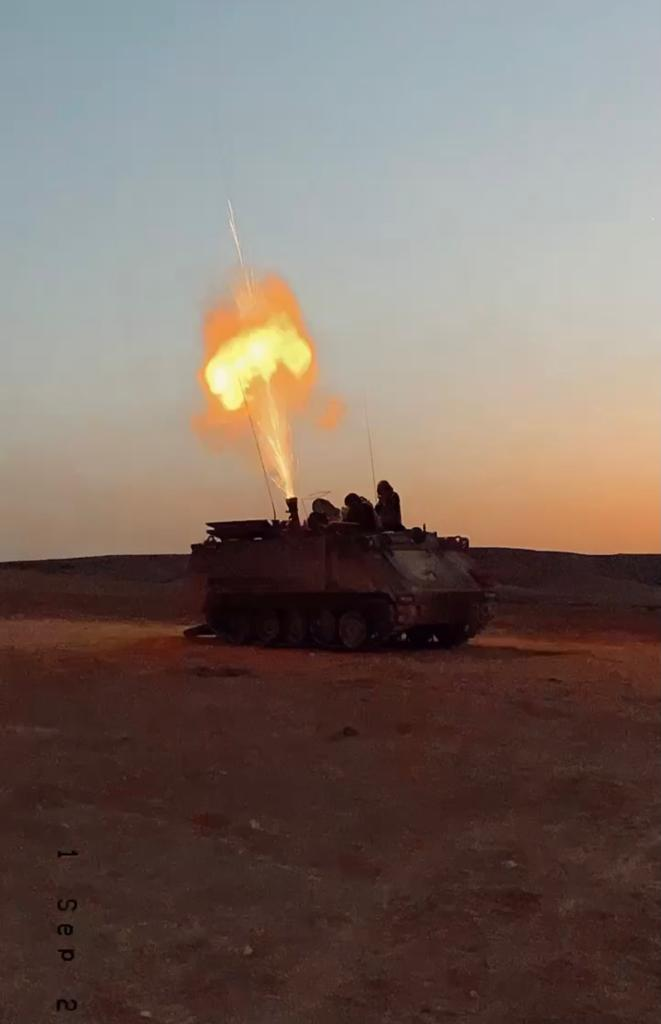
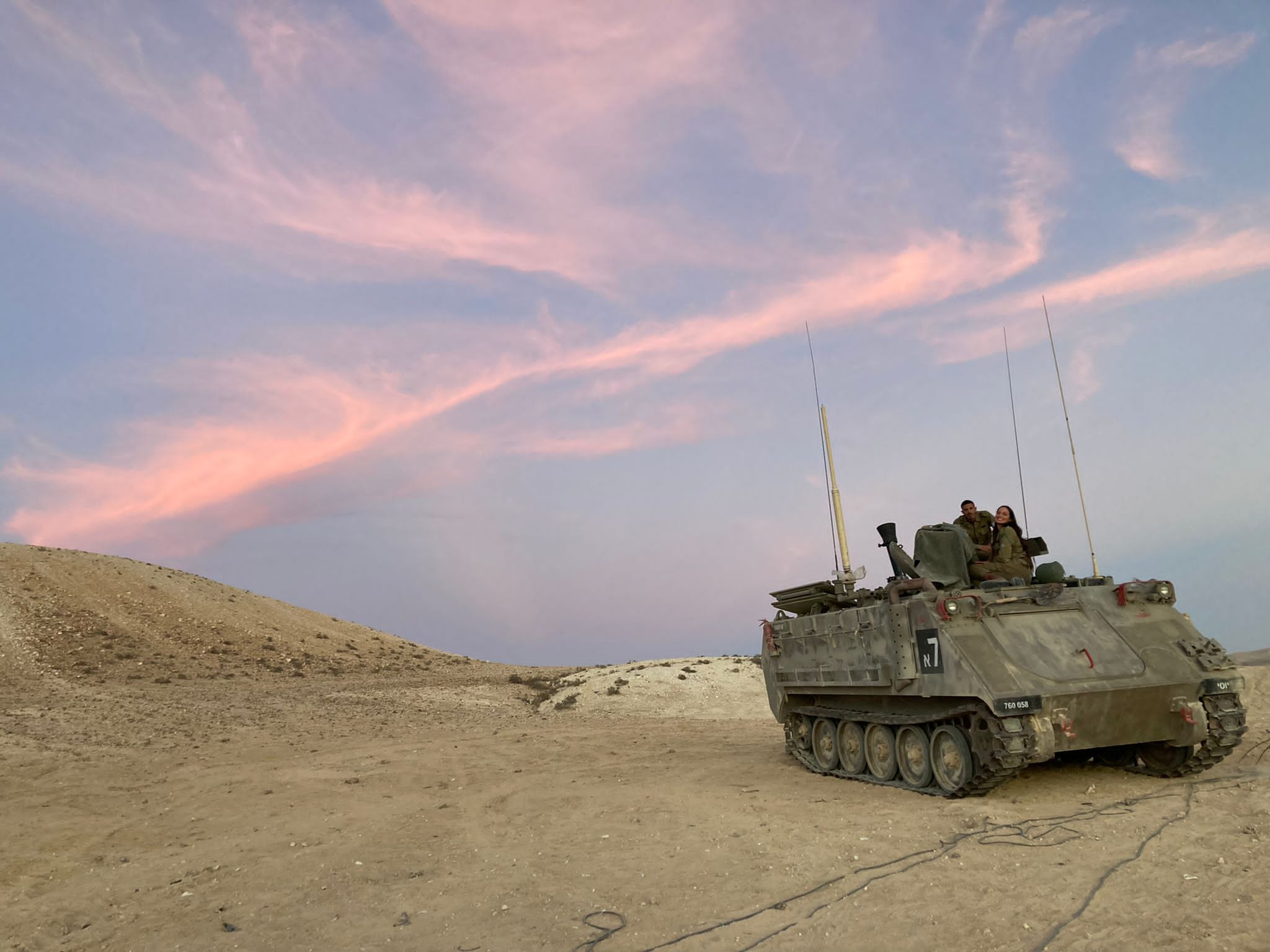